# Émile Bulteel
Émile Joseph Bulteel (* 3. August 1906 in Tourcoing; † 21. März 1978 ebenda) war ein französischer Wasserballspieler.

## Karriere
Bulteel nahm an den Olympischen Spielen 1928 in Amsterdam teil. Hier erreichte er mit der französischen Nationalmannschaft den dritten Rang und sicherte sich somit Bronze.